# Menander
Menander (stgr. Μένανδρος Menandros, 342–291 p.n.e.) – starożytny poeta grecki, główny przedstawiciel komedii nowej i komedii charakterów.
Pochodził z rodziny, która zapewniła mu staranne wychowanie i wykształcenie. Był uczniem Teofrasta oraz przyjacielem Epikura, z którym najprawdopodobniej pełnił służbę wojskową. Duży wpływ na jego zainteresowanie teatrem miał znany komediopisarz Aleksis. Był admiratorem twórczości scenicznej Eurypidesa, który stanowił dla niego wzór i którego usiłował – oczywiście na swój sposób – naśladować. Uważa się, że Menander był podatny na wdzięki niewieście. Jego kochanką była prawdopodobnie hetera Glykera, kochanka Harpalosa. Menander zmarł tragicznie w Pireusie, w wieku 51 albo 52 lat, topiąc się podczas kąpieli. Jest autorem 108 komedii, zaginionych pod koniec starożytności, a w ostatnich stuleciach odnajdywanych wśród egipskich papirusów. Treść czterech z nich udało się współcześnie zrekonstruować.

## Życie
Menander był synem Diopejthesa i Hegestraty. Pochodził z ateńskiego demu Kèfisos. Urodził się za archonta Sosigenesa, to jest w roku 342/341 p.n.e. Odebrał staranne wychowanie. Jego nauczycielem był filozof z Perypatu, Teofrast. W szkole Teofrasta zaprzyjaźnił się z Demetriuszem z Faleronu (ok. 354–283), filozofem i późniejszym rządcą Aten z ramienia władcy Macedonii Kassandra. W efebii, będącej rodzajem przygotowania do służby wojskowej, zetknął się z młodym Epikurem (341–270). Znał też osobiście innego twórcę komedii nowej, Aleksisa (ok. 372–ok. 270), od którego, jak się wydaje, uczył się tajników warsztatu komediopisarskiego. Jako młody twórca podziwiał twórczość Eurypidesa, którą mógł poznawać ze sceny, i którą, jak to określa Kwintylian, w odmiennym rodzaju próbował naśladować. Zaczął pisać i wystawiać komedie w bardzo młodym wieku. Debiutował jako dwudziestolatek, za archonta Filoklesa w 322/321 roku. Pierwsze zwycięstwo odniósł w agonie scenicznym, w siedem lat po debiucie, sztuką Gniew, będącą, jak się przypuszcza, studium charakteru złośnika. W trakcie swej kariery dramatopisarskiej miał odnieść jeszcze siedem zwycięstw.
Pomimo zaproszeń na dwory mecenasów literatury i sztuki egipskich Ptolemeuszów i bliższych mu filoheleńskich władców macedońskich pozostał w Atenach. Po upadku i wygnaniu Demetriusza z Faleronu omal nie przypłacił tego wyrokiem sądowym, od którego uchronił go nieznany bliżej Telesforos, rzecznik zwycięskiego Demetriusza Poliorketesa. Plotka antyczna podaje, że był do szaleństwa czuły na wdzięki niewieście. Za jego partnerki uważa się dwie wybitne ówczesne hetery – Taide (m.in. przyjaciółkę Aleksandra Macedońskiego) i Glykerę (kochankę Harpalosa, bohatera największego skandalu epoki). Przypuszczenie to opiera się na tym, że ich imionami zatytułował dwie swoje komedie.
Był mężczyzną przystojnym, co potwierdzają jego zachowane portrety, o regularnych rysach. Miał jednak zeza, ale – jak stwierdza antyczna notatka – za to ostry umysł. Dowodem jego ciętego języka jest anegdota opowiadająca, że spotkawszy swego rywala, Filemona, który go wielokrotnie zwyciężył w agonie scenicznym, dzięki schlebianiu publiczności, miał powiedzieć: Filemonie, powiedz mi z łaski swojej, ty się nie rumienisz, kiedy nade mną odnosisz zwycięstwa? Miał niezwykłą łatwość pisania. Zapytany niedługo przed agonem przez kogoś z bliskich: Niedaleko już do Dionizjów, Menandrze, a tyś jeszcze nie stworzył komedii?, miał odpowiedzieć: Na bogów, już stworzyłem, treść ułożona, trzeba tylko jeszcze dopisać wierszyki.
Umarł w 52. roku życia (291/290 p.n.e.) w Pireusie, utopiwszy się w czasie kąpieli. Jego grób znajdujący się przy drodze z Pireusu do Aten pokazywano jeszcze pięćset lat później podróżującemu po Grecji Pauzaniaszowi. W teatrze, po śmierci poety, stanął jego brązowy pomnik.

## Dorobek sceniczny
Menander napisał ogółem w ciągu 32 lat około 100 sztuk (podaje się liczbę 108). Uczeni zastanawiają się, czy wszystkie były wystawiane podczas agonów w Atenach, czy może niektóre wystawiono gdzie indziej, dopuszczają też możliwość, że część z nich stanowiły utwory przeznaczone tylko do czytania. Wiadomo, że Menander zwyciężył 8 razy w agonach na Lenajach, że w 312 roku p.n.e. zajął piąte miejsce podczas Dionizjów Wielkich sztuką Woźnica i że w 302/301 roku p.n.e. wystawił Imbryjczyków jako siedemdziesiątą którąś swoją sztukę. O wystawianiu innych sztuk nic pewnego nie da się powiedzieć. Nie sposób też ustalić chronologii twórczości Menandra. Oprócz Woźnicy, Imbryjczyków i debiutanckiego Gniewu w sposób pewny można jeszcze tylko datować Odludka napisanego w roku 317/316 p.n.e. Spośród 108 sztuk pisarza znanych jest 97 tytułów, z tym że niektóre z nich odnoszą się do tej samej sztuki jak Odludek albo Mizantrop czy Kobieta z Samos albo Spokrewnienie.

### Tytuły wybranych utworów Menandra

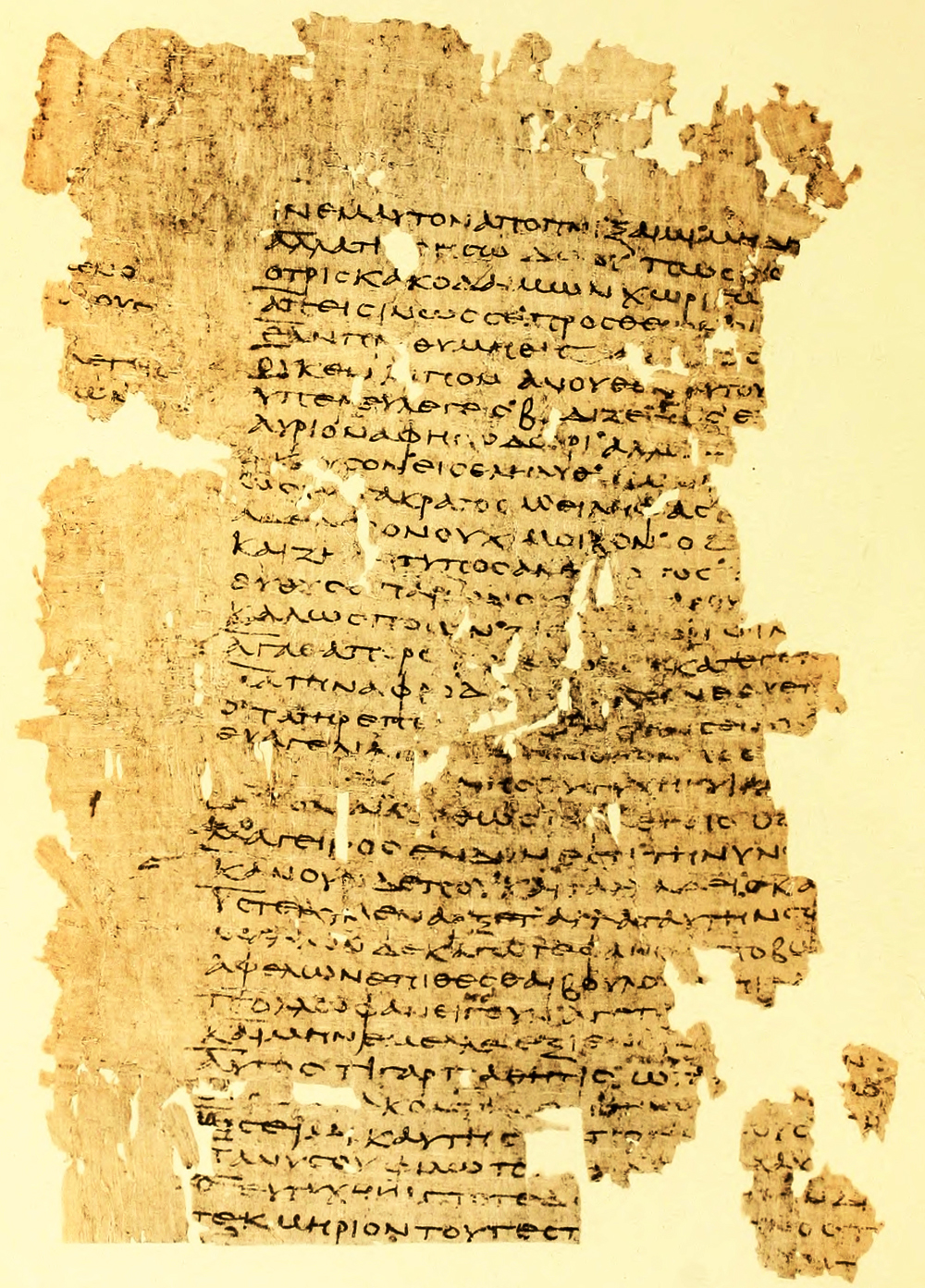
Fragment papirusu z tekstem Perikeiromene (Ucięty warkocz) 976–1008 (P. Oxy. 211, II wiek)

#### Komedie o prawdopodobnej tematyce rodzinnej
- Bracia (dwie komedie noszące ten tytuł)
- Bliźniaczki
- Kuzyni
- Panna młoda
- Podrzutek[11]

#### Komedie o prawdopodobnej tematyce związanej z zawodami i zajęciami
- Rolnik
- Rybak
- Kitarzysta
- Fletnistka (ściślej: Grająca na aulosie)
- Woźnica
- Odźwierny
- Sternicy[11]

#### Komedie, których tytuł wskazuje na pochodzenie postaci
- Kartagińczyk
- Karyjka (być może Płaczka z Karii)
- Kobieta z Samos
- Beotka
- Tesalka (być może Czarownica z Tesalii)
- Kreteńczyk
- Człowiek z Efezu
- Achajowie[11]

#### Komedie, których tytuł wskazuje na ważną scenę w utworze
- Sąd polubowny
- Ucięty warkocz (ściślej: Dziewczyna z uciętym warkoczem)
- Nawiedzona przez bóstwo
- Podpalona[11]

#### Komedie, których tytuł wskazuje na istotny rekwizyt

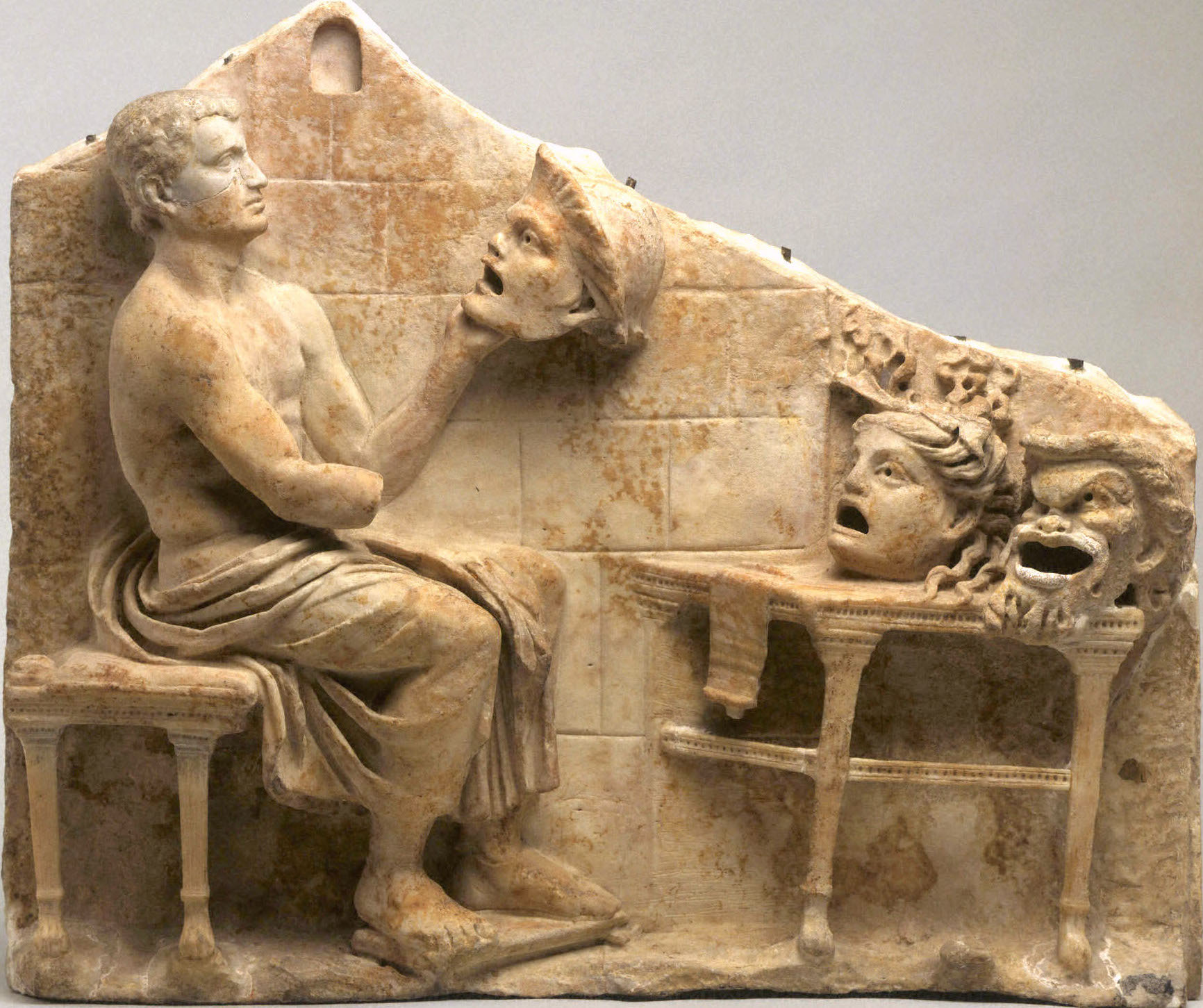
Rzymski relief przedstawiający Menandra z maskami postaci komedii nowej (I wiek p.n.e.)

- Tarcza
- Pierścień
- Sztylet
- Siatka na włosy[11]

#### Komedie, których tytuł wskazuje na przywarę lub charakter postaci
- Gniew
- Pijaństwo
- Odludek
- Pochlebca
- Samodręk
- Zabobonnik
- Strachoput
- Wróg kobiet[11]

### Zachowana spuścizna
Z bogatego dorobku komediopisarza zachowała się jedna komedia kompletna i trzy, których akcję można w całości odtworzyć. Są to:
- Kobieta z Samos (czasem zwana Samijką; Σαμία ἢ Κηδεία Samia e Kedeia) – należąca do najwcześniejszych sztuk Menandra, napisana pomiędzy 321 a 319 rokiem p.n.e., pozbawiona początku.
- Odludek albo mizantrop (Δύσκολος ἢ Μισάνθρωπος Dyskolos e Misanthropos) – który zajął I miejsce na Lenajach w 317 p.n.e.
- Tarcza (Ἀσπίς Aspis) – napisana po roku 314 p.n.e., z której akty IV i V zachowały się jedynie fragmentarycznie.
- Sąd polubowny (Sąd rozjemczy; Ἐπιτρέποντες Epitrepontes) – napisany pod koniec życia autora, przed 292 rokiem p.n.e., zachowany w 2/3[12].

Z dużym prawdopodobieństwem można odtworzyć treść dwunastu dalszych utworów:
- pierwszych Braci – zachowanych w łacińskiej przeróbce Plauta pod tytułem Stichus;
- drugich Braci – zachowanych w przeróbce Terencjusza również zatytułowanej Bracia (Adelphoe);
- Kobiety z Andros – przerobionej przez Terencjusza w Andrii, skontaminowanej z Menandrową Kobietą z Perinthos;
- Nieufnego (Apistos) – stanowiącego wzór Skarbu (Aulularia) Plauta;
- Dwakroć oszukującego (Dis exapatòn) – przerobionego na Siostry (Bacchides) Plauta, z którego odnaleziono 150 wierszy oryginału;
- Eunucha – którego pod niezmienionym tytułem wystawił po łacinie Terencjusz, wzbogacając go fragmentami z Pochlebcy Menandra;
- Samodręka (Heautontimorùmenos) – adaptowanego dla sceny rzymskiej przez Terencjusza;
- Pochlebcy (Kolax) – odtwarzanego na podstawie kilku papirusów i wspomnianego wyżej Terencjuszowego Eunucha;
- Nienawidzonego (Misùmenos) – z którego papirusy przyniosły ponad 400 wierszy, częściowo silnie uszkodzonych;
- Uciętego warkocza (Perikejromène) – odtwarzanego z papirusów, w których zachowało się blisko 40% utworu;
- Sikyończyka (Skyonios) – rekonstruowanego z dużych urywków papirusowych zawierających przeszło 400 wierszy
- i Kobiety przy wspólnym śniadaniu (Synaristosaj) – przerobionej przez Plauta w Komedii skrzynkowej (Cistellaria)[13].

Odnaleziono też większe partie tekstu, liczące od jednej do kilku scen, z Chłopa (Georgòs), Herosa, Opętanej przez bóstwo (Theophorumene), Pierścienia (Daktylios), Kitarzysty (Kitharistes) i Zjawy (Phasma).

## Charakterystyka twórczości

### Ogólna charakterystyka

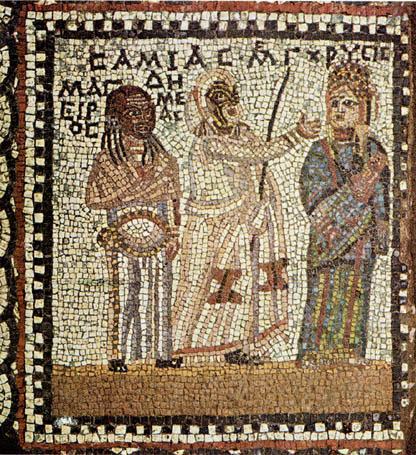
Scena z III aktu Samijki (mozaika z Mityleny, koniec III w.)

Akcja większości sztuk Menandra rozgrywa się w mieście, a dziejący się na wsi attyckiej Odludek ma również za bohaterów ateńskich mieszczan. O ile Odludek jest jeszcze komedią jednego, dominującego charakteru, z centralnym motywem uczty i ledwo naszkicowaną intrygą miłosną , to już Samijka odznacza się świetnie zbudowaną intrygą, a Tarcza jest wręcz popisem skomplikowanej i symetrycznej konstrukcji dramatycznej. Menander chętnie w swoich sztukach zaskakuje widzów. We wszystkich jego utworach występują ulubione wątki komedii nowej: uwiedzenie wolnej dziewczyny, urodzenie dziecka (w Samijce przed ślubem, w Sądzie polubownym już w trakcie trwania małżeństwa) i rozpoznanie, w Samijce nietypowe, w Tarczy podwójne (fałszywe i prawdziwe), a w Sądzie polubownym najbardziej klasyczne – rozpoznanie porzuconego dziecka. We wszystkich sztukach bardzo istotne miejsce zajmują kwestie pieniężne ukazywane w różnych układach odniesienia. W Samijce chodzi o połączenie dwóch mieszczańskich domów, w Odludku o przezwyciężenie różnic majątkowych, w Tarczy o wyzyskanie przez chciwca prawa rodzinnego i spadkowego, w Sądzie polubownym o trwonienie posagu przez męża.

### Galeria postaci
Menander w mistrzowski sposób portretuje nawet epizodyczne postaci swoich sztuk. Sięga po tradycyjne typy starej komedii: przemądrzałego kucharza czy pseudo-lekarza (w Tarczy), ale też rozwija na wiele sposobów galerię postaci komedii nowej. Wśród starców jest rozpieszczający syna i nie umiejący się gniewać Demeas oraz zapalczywy, wodzony za nos przez kobiety Nikeratos, jest zgryźliwy, uciekający od ludzi Knemon i pobłażliwie ironiczny sybaryta Kallipides. Jest niezbyt zaradny, manipulowany przez niewolnika Chajrestrat i jego skąpy i chciwy brat Smikrines, krętacz i hipokryta, i jeszcze jeden Smikrines obsesyjnie skupiony na posagu swej córki. Postaci młodzieńców nie są tak wyraźnie zarysowane, więcej pomiędzy nimi podobieństw. Przeważnie egzaltowani, jak Sostrat czy Chajreas, zdarzają się też twardo stąpający po ziemi, doświadczeni przez los jak Gorgiasz, niezbyt zaradni życiowo, czasem całkiem bierni, zasadniczo szlachetni. Nie ma wśród nich czarnych charakterów, a jeśli nawet jak Charisjos uwiodą dziewczynę, potrafią się do tego przyznać i zadośćuczynić. Córki obywatelskie są w komediach Menandra postaciami najczęściej bezimiennymi, a często też niemymi. Jedynie Pamfile w Sądzie polubownym ma imię i wyrazistszą osobowość eleganckiej, dumnej mężatki, cierpiącej z powodu porzucenia dziecka i stającej w obronie krzywdzącego ją męża. Postaciami niemymi są też matki. Epizodycznie Menander traktuje piastunki. Natomiast niezwykle plastycznie przedstawia hetery Chrysis i Habrotonon, sprytne, obrotne, często śmiałe, marzące o zmianie swego statusu społecznego. Najbogatszą chyba galerię typów przedstawia w sztukach Menandra grupa niewolników. W czterech zachowanych sztukach jest ich aż dziewięciu. Jest wśród nich uciekający i biorący baty Pyrrias, ciężko myślący pasterz Daos i wyszczekany węglarz Syriskos, nieufny i podejrzliwy Getas, niewolnik wiejski i jego miejskie przeciwieństwo, znający słabostki swoich państwa, oblatany, nie lubiący wysiłku Getas. Sprytny, ale sfrustrowany niepowodzeniami Onesimos, zżyty ze swym paniczem, ale bojący się o własną skórę Parmenon i wreszcie będący głównym bohaterem Tarczy Daos, rozgrywający trudną partię z bratem swego pana Smikrinesem, czarnym charakterem sztuki.

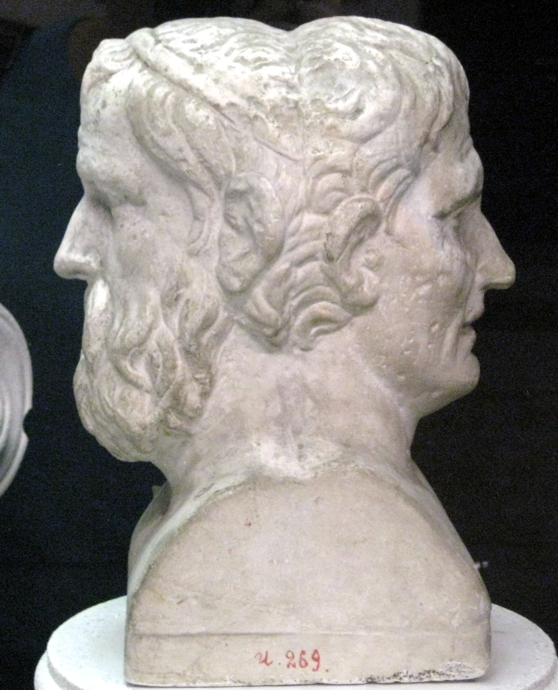
Arystofanes, mistrz komedii staroattyckiej, oraz Menander, mistrz komedii nowej

### Arystofanes i Menander
W porównaniu z komedią Arystofanesa komedia Menandra posługuje się innymi środkami komicznymi. Zrezygnowała ze staroattyckiego żartu obscenicznego, sprośności i wulgarności. Nie ma w niej typowych dla Arystofanesa gier słownych, eksperymentów słowotwórczych, „komicznych nowotworów słownych”. Postaci Menandra operują językiem codziennym, „kulturalną attyczyzną”. Jego komedia charakteru zwraca się w stronę psychologii i „karykaturalnego portretowania” postaci. Menander często posługuje się chwytem Quid pro quo (coś za coś), tworzeniem nieporozumień między postaciami i wynikających z nich sytuacji.

### Filozofia poety
Menander, zgodnie z klasycznym w kulturze greckiej poglądem na literaturę, bawiąc uczy. Wprawdzie losami ludzkimi rządzi nieodwołalnie, zgodnie z przekonaniami epoki, bogini Tyche (łac.: Fortuna), uosobienie Przeznaczenia-Losu-Przypadku, człowiek jednak musi działać, pracować, spełniać swoje zadanie w społeczności. Po to ma charakter, o którym tak barwnie mówi Onezym z Odludka, charakter, który go kształtuje, i który sam winien kształtować. Człowiek zawsze występuje u Menandra na tle społeczności. Poeta potępia więc zawsze cechy aspołeczne – takie jak chciwość, skąpstwo, mizantropię, stosowanie przemocy. Jednocześnie sama forma potępienia nie jest drastyczna. Ośmieszając swych bohaterów, autor zdaje sobie sprawę, że ludzie nie są doskonali i że trzeba ich brać takimi, jacy są. Stąd nawet jego negatywni bohaterowie łączą w sobie zarówno cechy dobre, jak i złe. Główną cnotą postaci Menandra jest filantropia, rozumiana w pierwotnym, greckim znaczeniu tego słowa, jako „miłość do ludzi”, a realizująca się w wierności, przyzwoitości i taktownym postępowaniu. Bohaterowie Menandra nie powodują się gwałtownymi namiętnościami, są ludźmi środka, ich główną zasadą życia i postępowania jest umiar, wystrzegają się skrajności. Najczęściej cytowaną myślą Menandra są słowa: Człowiek – zbłądziłem, i cóż w tym dziwnego, znane z bardziej szkolnej wersji: Errare humanum est (Błądzić jest rzeczą ludzką). Sam poeta dodaje w formie wyznania: Żyjemy nie jak chcemy, ale jak możemy.

## Menander w oczach potomnych

### Naśladowcy
Bezpośrednich naśladowców swojej sztuki miał znaleźć Menander wśród komediopisarzy rzymskich. Najmniej może zawdzięcza Menandrowi najstarszy i najbardziej niezależny z komediopisarzy rzymskich, Plaut (ok. 251-184 p.n.e.). Z 21 zachowanych jego komedii z całą pewnością na Menandrze wzorowane są trzy (Cistellaria, Stichus i Bacchides), z dużym prawdopodobieństwem czerpie z greckiego komediopisarza jego Aulularia, być może również Żołnierz Samochwał. Z niezachowanych 42 tytułów Caeciliusa Statiusa (zm. po 168 roku p.n.e.) 16 utworów z wielkim prawdopodobieństwem wskazuje na Menandra. Ostatni wielki komediopisarz rzymski Publius Terentius Afer (ok. 195-159 p.n.e.) na 6 zachowanych sztuk cztery przerobił z Menandra, często łącząc wątki z różnych komedii, choć Juliusz Cezar nazwał Terencjusza jedynie "połowicznym Menandrem". Przyswajali Menandra także pomniejsi autorzy. U ostatniego wybitniejszego twórcy tego gatunku, Turpiliusa, na 13 znanych tytułów 6 pochodzi od Menandra. Nawet twórcy typowo rzymskiej fabula togata chętnie wzorowali się na Menandrze. Najwybitniejszy spośród jej przedstawicieli Lucius Afranius przyznaje w jednej ze swych sztuk, że brał od greckiego pisarza, co mu się przydało.

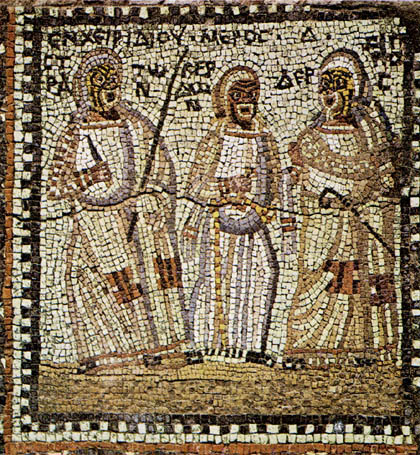
Scena z IV aktu Sztyletu (mozaika z Mityleny, koniec III w.)

### Komentatorzy i czytelnicy
Niedługo po śmierci Menandra zainteresowali się jego twórczością gramatycy. Pierwszym z nich był bliżej nieznany Lynkeus z Samos, współczesny poety; najsłynniejszym – bibliotekarz i wydawca aleksandryjski Arystofanes z Bizancjum (257-180). Zachował się tytuł jego pracy Plagiaty Menandra i ich źródła. Jak sam Arystofanes rozumiał tytuł swego dzieła, wskazuje anegdota. Arystofanes miał raz wykrzyknąć: Menandrze! Żywocie ludzki! Który z was którego naśladuje? Powstały liczne opracowania krytyczne i komentarze do całej twórczości poety lub do jednej jego sztuki, jak Timachidasa z Rodos komentarz do Pochlebcy. Zajął się Menandrem słynny Didymos Chalkenteros (o spiżowych wnętrznościach). Sellios lub Sillios, zwany także Homerem opublikował, prawdopodobnie w I wieku n.e., periochy – streszczenia – dramatów Menandra. Za czasów cesarza Klaudiusza (41-54 n.e.) komentarz do dzieł Menandra napisał Soteridas z Epidauros. Za najważniejszą pracę na temat twórczości Menandra uznaje się Porównanie Arystofanesa i Menandra pióra Plutarcha z Cheronei, które zachowało się w wyciągu.
Pod koniec II wieku Atenajos z Naukratis napisał oryginalne dzieło Uczta uczonych w 30 księgach, w którym uczestnicy obiadu raczą się cytatami z dawnych autorów na temat różnych aspektów ucztowania. Analiza cytatów pochodzących z Menandra wskazuje, że Atenajos znał jeszcze przynajmniej 46 jego sztuk. O popularności pisarza w tym okresie świadczą liczne zachowane rzeźby, popiersia i mozaiki. Ulubionym tematem malarstwa ściennego i mozaiki stają się sceny z najsłynniejszych komedii Menandra (w Mitylenie na Lesbos w prywatnym domu odkryto mozaiki z Naszyjnika, Samijki, Kobiet przy wspólnym śniadaniu, Opętanej przez bóstwo, Sztyletu, Mesenki, Sterników, Leukadii, Misumenosa, Sądu polubownego i Zjawy). Czytają Menandra z pożytkiem dla swojej twórczości Lukian z Samosat (ok. 115-ok. 180), epistolografowie Alkifron (II w.) i Elian (170-235), zna go ostatni cesarz poganin Julian Apostata (332-363). Spośród Rzymian zachwyca się nim Owidiusz (43 p.n.e-17 n.e.), poeta Manilius (I w. n.e.), chwali go za jasność, wdzięk i takt Kwintylian (ok. 30/40-ok. 100). Auzoniusz (zm. pod koniec IV w.) zaleca go, obok Homera, jako pierwszą i podstawową lekturę. Ostatnim znanym czytelnikiem Menandra w starożytności jest uczony biskup Galii Sydoniusz Apolinary (ok. 430-ok. 479).

### Wypisy
Celność i dydaktyczny charakter wypowiedzi bohaterów Menandra predestynował jego teksty, podobnie jak teksty Eurypidesa, do potrzeb szkoły. Bardzo wcześnie zaczęto z komedii Menandra wyłuskiwać pojedyncze zdania, po grecku zwane gnomami, i tworzyć ich zbiory – gnomologia. W krótkim czasie zaczęły się do nich przedostawać również cytaty z innych autorów, m.in. z Eurypidesa. Największą karierę zrobił powstały w I w. n.e. zbiorek sentencji w formie jednego wiersza (monostychu) lub do tej formy dopasowanych, ułożonych alfabetycznie wedle początkowych liter wiersza, który stopniowo wyparł inne antologie. Jego liczne ślady są odnajdywane na papirusach i ostrakach egipskich epoki rzymskiej i bizantyńskiej. Zbiór liczy sobie 877 wierszy (tyle mniej więcej liczyła sobie jedna sztuka komediopisarza). Szybko przekroczył granice kultury greckiej. Został przetłumaczony na arabski, perski i staro-cerkiewno-słowiański. Jego słowiańska wersja znana jako Mudrost Menandra mudrowo była pierwszym słowiańskim tłumaczeniem świeckiego dzieła greckiego.
Celne powiedzenia Menandra robiły karierę jako przysłowia. Wiele z nich bywa cytowanych do dziś, jak cytowane przez Cezara: Kości zostały rzucone, czy sformułowanie o złu koniecznym, pochodzące z Menandrowego: Żenić się, biorąc rzeczy zgodnie z prawdą, Jest złem co prawda, ale złem koniecznym. Popularne Wybrańcy bogów umierają młodo pochodzi, za pośrednictwem Plauta, z Dwukrotnego oszusta (Kogo kochają bóstwa ginie młodo). Z Menandra też pochodzi słynne zdanie Terencjusza: Człowiekiem jestem i nic, co ludzkie nie jest mi obce.

### Zapomnienie
W II w. n.e. część gramatyków zaczęła głosić powrót do literackiego języka attyckiego V/IV w. p.n.e. Ich działalność wpłynęła przede wszystkim na szkołę. Teksty autorów nie piszących klasyczną attyczyzną zaczęły być z niej stopniowo wypierane: rzadziej je przepisywano i czytano, aż znikły z programu szkolnego. Menander pisał językiem attyckim, ale już w okresie poklasycznym, kiedy kultura helleńska zaczęła się rozszerzać na cały ówczesny świat, nie koine, przeciw której występowali attycyści, ale dialektem nasyconym nowszym słownictwem i rezygnującym z niektórych archaicznych form gramatycznych. Stopniowo zaczął więc znikać ze szkół i z głównego nurtu literatury. Czytali go jeszcze miłośnicy autorów dawnych, konserwatywni w gustach, czytano go też na prowincji, gdzie nowsze prądy docierały z opóźnieniem – w Egipcie, w Galii. Na podstawie znalezisk trudno mówić o skali czytelnictwa, musiała być jednak niemała, skoro odnaleziono fragmenty pięciu papirusów z III/IV wieku, cztery z IV, pięć z V/VI.

### W średniowieczu i nowożytności
Ostatnimi znanymi czytelnikami Menandra na początku VI wieku byli epistolograf Aristajnet, autor dwóch ksiąg Listów miłosnych i sofista Chorycjusz z Gazy. Ostatnim śladem istnienia tekstów Menandra w średniowieczu jest zapis katalogowy, stwierdzający istnienie egzemplarza Menandra w bibliotece patriarchy konstantynopolitańskiego jeszcze w X wieku. W średniowieczu Menander znany był głównie dzięki zbiorom wypisów, które cieszyły się też wielkim zainteresowaniem filologów renesansu. Część z nich weszła do Adagiów Erazma z Rotterdamu. Były tłumaczone na łacinę, a w XVIII w. na francuski. Dzięki temu tłumaczeniu prawdopodobnie, znał i podziwiał Menandra Goethe. Osobnym zagadnieniem jest wpływ Menandra za pośrednictwem Plauta i Terencjusza na rozwój nowożytnej komedii europejskiej.

### Odkrycie
Pierwszym znaleziskiem zawierającym urywki dwóch niezidentyfikowanych komedii Menandra był odnaleziony w Egipcie w 1820 roku tzw. Papirus Didota, wydany dopiero w 1879 roku. O wiele ważniejsze było odnalezienie w drugiej połowie XIX wieku przez Konstantina von Tischendorfa w klasztorze na Synaju, wklejonych w okładki innego kodeksu trzech kart rękopisu Zjawy i Sądu polubownego. Karty te wydobył i przewiózł do Petersburga po 11 latach Porfiryj Uspienskij, a opublikowali je w 1876 roku C.G. Cobet i w 1891 roku Jernstedt.
Prawdziwy przełom w odzyskiwaniu sztuk Menandra nastąpił przed końcem XIX wieku wraz z rozpoczęciem systematycznego poszukiwania papirusów i narodzinami papirologii jako nauki. W 1898 roku J. Nicole opublikował z papirusu genewskiego urywki Georgosa, w 1899 B. Grenfell i J. Hunt, z wielkich znalezisk z Oxyrynchos – fragmenty Uciętego warkocza, a w dwa lata później – część Kolaxa. Wydarzeniem stało się odnalezienie przez G. Lefebvre'a w Kom Iszkau, starożytnej Afroditopolis, w Górnym Egipcie, tzw. kodeksu kairskiego, w piwnicy domu rzymskiego, gdzie służyły jako makulatura osłaniająca beczkę z dokumentami i utworami notariusza i grafomana, żyjącego w VI wieku, Flaviosa Dioskorosa. Wydanie go w dwa lat później pozwolił na zrekonstruowanie ok. 2/3 Sądu polubownego i ok. 40% Uciętego warkocza, a ponadto fragmentów Herosa i Kobiety z Samos.
W ciągu siedmiu lat przed II wojną światową opublikowanych zostało 15 nowych tekstów z fragmentami kolejnych utworów. Kolejny przełom przyniósł rok 1959, kiedy to Victor Martin ogłosił pierwszy pełny tekst odzyskanej sztuki Menandra Odludka z papirusu Bodmera 4. Szczegóły wejścia przez Bodmera w posiadanie papirusu nie są znane. W 10 lat później z tego samego kodeksu, oznaczonego jako Bodmer 25 i 26, opublikował Samijkę i Tarczę. W roku 1965 Alain Blanchard i André Bataille wydali obszerne urywki Sikyończyka z tekstu spisanego w III wieku i użytego w starożytności jako makulatura na kartonaż mumii. Kartonaż ten odnaleziony w 1901-1902 roku został rozklejony 60 lat później w Instytucie Papirologii paryskiej Sorbony. Drugim poważniejszym osiągnięciem tego okresu było opublikowanie w tym samym 1965 roku przez Erica G. Turnera z papirusu z Oxyrynchos większej części Misumenosa, jednej z najbardziej znanych w starożytności komedii autora.